# Kamfersyra
Kamfersyra, C8H14(COOH)2, är en syra framställd genom oxidation av kamfer med salpetersyra, där den erhålls som färglösa kristaller utan någon kamferartad lukt.

## Användning
Vattenlösning av kamfersyra kan användas inom medicinen som utvärtes desinfektionsmedel och invärtes, delvis i form av olika salter, som urindrivande medel.